# Février 1939

## Événements
- 5 février : 
  - Démission de Milan Stojadinović en Yougoslavie. Dragiša Cvetković lui succède.
  - Espagne : le président Manuel Azaña propose un armistice aux nationalistes.

- 6 février : Chamberlain déclare aux Communes que toute menace contre les intérêts vitaux de la France entraînera l’assistance de la Grande-Bretagne

- 7 février : ouverture de la conférence de Saint James au Royaume-Uni sur le statut de la Palestine mandataire. Elle reçoit des délégués d’Égypte, de Transjordanie, d’Arabie saoudite et d’Irak (la France a refusé la présence de la Syrie et du Liban), ainsi qu’une délégation palestinienne et des représentants des sionistes. La Grande-Bretagne propose que les Arabes aient un droit de veto sur l’immigration juive et les Juifs un droit de veto sur l’indépendance de la Palestine afin de parvenir à un accord. Mais les parties refusent et la conférence est ajournée.

- 9 février, Espagne : loi de Responsabilité politique qui permet aux tribunaux militaires d’exception de juger les délits d’opinion et de poursuivre tous les suspects de collusion avec le front populaire.

- 10 février : 
  - Décès du pape Pie XI.
  - Le Japon occupe l’île de Hainan et fait le blocus des concessions françaises et britanniques de Tianjin, ce qui amène les États-Unis à dénoncer leur traité de commerce avec le Japon en juillet[1].
  - Espagne : les troupes nationalistes contrôlent toute la frontière pyrénéenne.

- 14 février : lancement du cuirassé allemand Bismarck.

- 15 février : Franco impose le castillan aux Catalans.

- 16 février : gouvernement de Pál Teleki en Hongrie (fin en 1941).
  - Les mouvements fascistes remportent une quarantaine de mandats aux élections parlementaires. En février, Béla Imrédy est contraint de démissionner car la presse découvre un juif parmi ses ancêtres. Le gouvernement de Pál Teleki prend quelques mesures contre l’extrême-droite sans parvenir à endiguer la vague nazie.

- 20 février : premier vol du Douglas DC-5.

- 22 février: le Reichsverkehrsminister Julius Dorpmüller décrète que les Permis de conduire et les cartes grises  de tous les juifs sont confisqués[2].

- 23 février : ouverture d'une liaison postale régulière entre Hong Kong et San Francisco.

- 24 février : la France reconnaît le gouvernement nationaliste de Burgos. À cette nouvelle, Azaña démissionne (28 février).

- 25 - 27 février : Paris transmet à Berlin un projet français de collaboration économique mis au point par la commission interministérielle à des fins d'apaisement diplomatique ; Paris reconnaît le régime franquiste.

## Naissances
- 1er février :
  - Claude François, chanteur français († 11 mars 1978).
  - Joe Sample, pianiste de jazz américain.
  - Wally Funk, aviatrice, instructrice de vol et astronaute américaine.
- 7 février : François-Xavier Loizeau, évêque catholique français, évêque de Digne.
- 10 février : Adrienne Clarkson, femme politique, gouverneur général du Canada
- 13 février : 
  - Valeri Rojdestvenski, cosmonaute soviétique.
  - Andrew Peacock, personnalité politique Australien († 16 avril 2021).
  - Beate Klarsfeld, ambassadrice franco-israélienne honoraire et envoyée spéciale d'une organisation internationale pour l'éducation, la science et la culture.
- 14 février : Yves Boisset, cinéaste français.
- 15 février : Jean-Pierre Rioux, historien français († 6 décembre 2024).
- 27 février : Kenzo Takada, styliste, fondateur de la marque Kenzo († 4 octobre 2020).
- 28 février : Charles Gayle, musicien américain († 7 septembre 2023).

## Décès
- 1er février : Maurice Houtart, homme politique belge (° 5 juillet 1866).
- 2 février : Anatole Deibler, bourreau français (° 29 novembre 1863).
- 5 février : Soledad Gustavo, intellectuelle espagnole (° 29 novembre 1865).
- 10 février : Pie XI, pape, né Ambrogio Damiano Achille Ratti (° 31 mai 1857).
- 15 février : Henri Jaspar, avocat et homme d'État belge (° 28 juillet 1870).